# Massif du Giffre

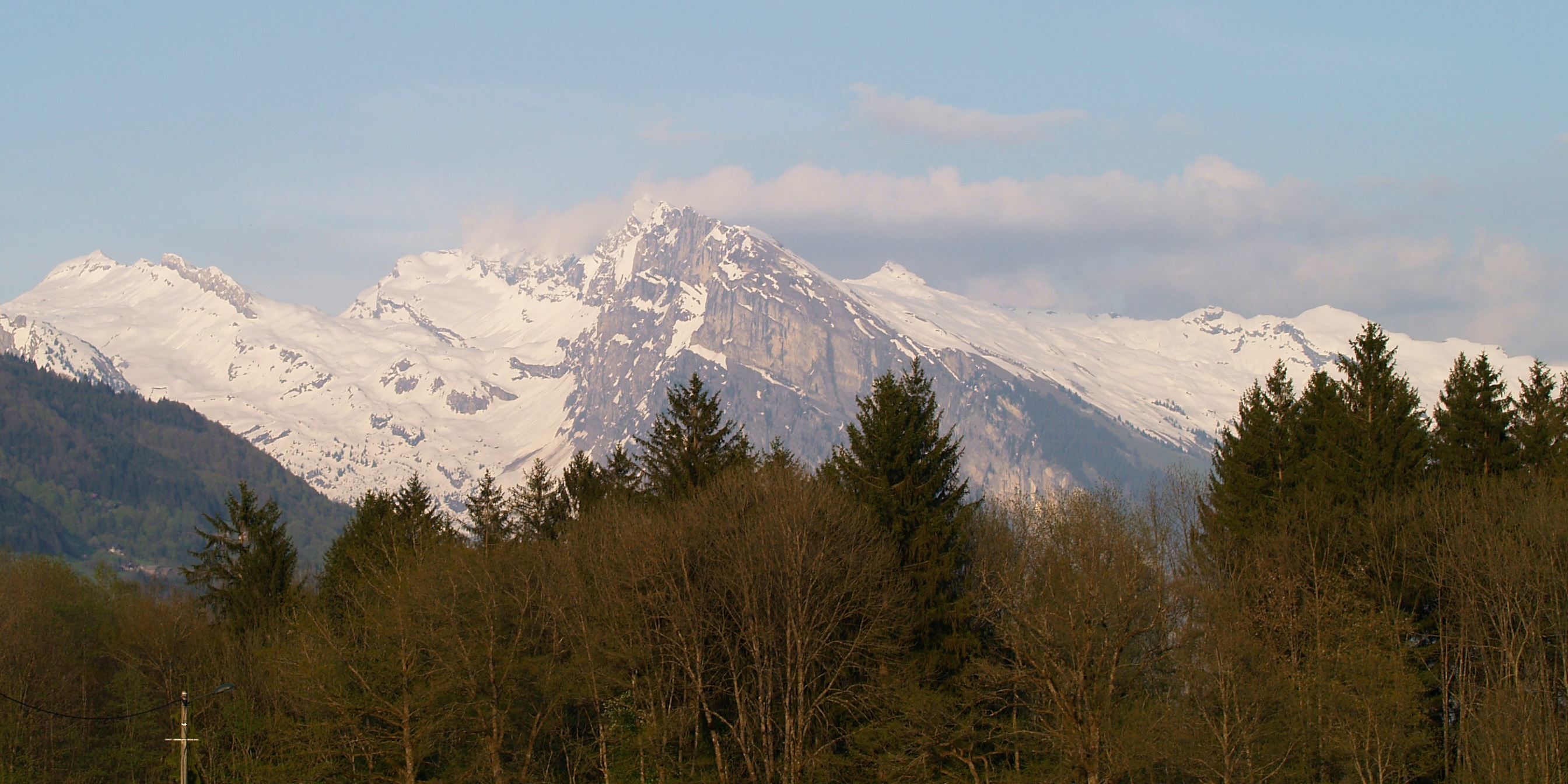
Massif du Giffre

Massif du Giffre – grupa górska w Alpach Zachodnich. Leży na granicy między Francją (region Rodan-Alpy) a Szwajcarią (kanton Valais). Jest częścią Préalpes de Savoie. Główne ośrodki rejonu to między innymi Flaine, Samoëns i Sixt-Fer-à-Cheval. Najwyższym szczytem jest Haute Cime des Dents du Midi, który osiąga wysokość 3257 m. Pasmo to jest najwyższą częścią Préalpes de Savoie.
Najwyższe szczyty:
- Haute Cime des Dents du Midi – 3257 m,
- Tour Sallière – 3220 m,
- Mont Buet – 3096 m,
- Grand Mont Ruan – 3053 m,
- Pic de Tenneverge – 2985 m,
- Pointe de la Finive – 2838 m,
- Cheval Blanc – 2831 m,
- Luisin – 2786 m,
- Grenier de Commune – 2775 m,
- Tête du Grenairon – 2771 m.